# Lophochernes gracilis
Lophochernes gracilis är en spindeldjursart som beskrevs av Beier 1943. Lophochernes gracilis ingår i släktet Lophochernes och familjen tvåögonklokrypare. Inga underarter finns listade i Catalogue of Life.